# 석유층

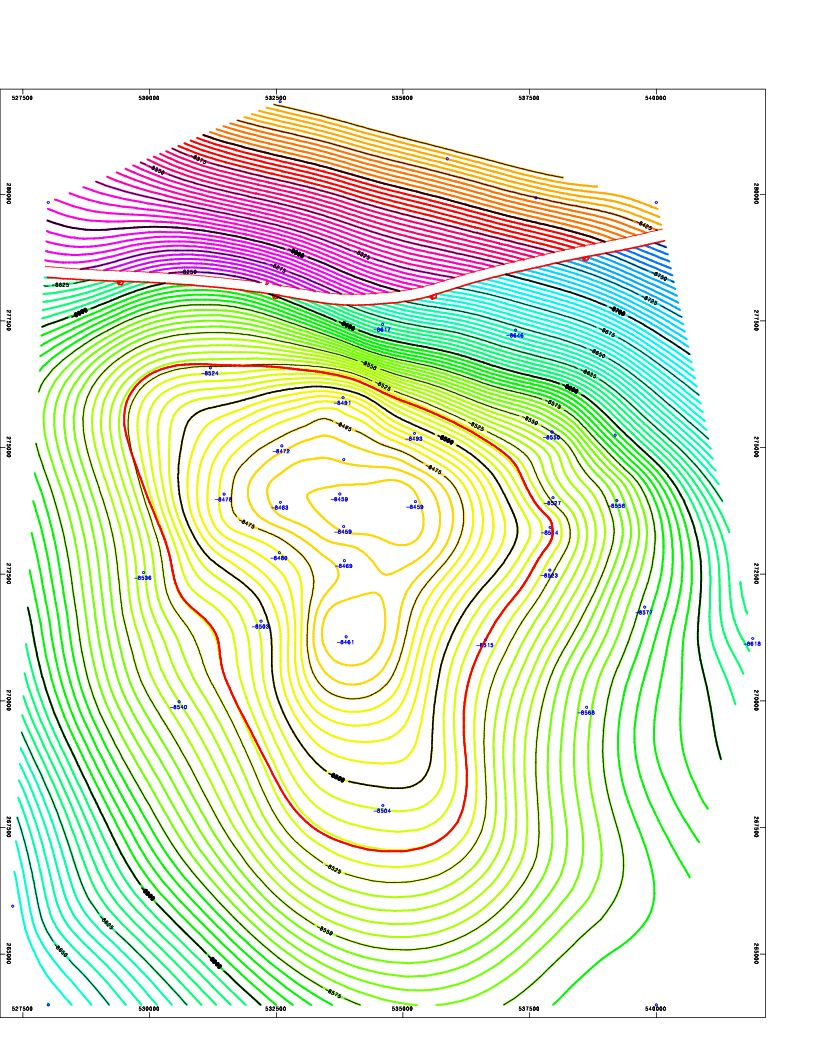
석유층 구조를 등선으로 나타낸 지도

석유층(石油層, 영어: Petroleum Reservoir)은 지하에 자연적으로 생성된 석유 매장층을 일컫는 말로, 주로 다공질 암석 균열 사이에 탄화수소 풀이 고여 있는 형태로 존재한다.
이러한 석유층은 지각에 높은 열과 압력이 존재하여 주변 암석에 케로겐(고대 식물 물질)이 생성될 때 형성된다.
석유층은 크게 전통석유층과 비전통석유층으로 분류된다. 전통석유층에서는 원유(석유) 또는 천연 가스와 같은 자연적으로 발생하는 탄화수소가 낮은 투과성을 지닌 암석층에 갇혀 있는 반면, 비전통석유층에서는 암석의 다공성이 높고 투과성이 낮아 탄화수소가 제자리에 갇힌 상태로 유지된다. 따라서 캡 록(cap rock)이 필요하지 않다. 석유층은 탄화수소 탐사 방법을 사용하여 발견된다.

## 같이 보기
- 북해유전
- 아랍 석유 수출국 기구
- 석유 수출국 기구